# Benita Fitzgerald
Benita Fitzgerald Mosley (voorheen Benita Fitzgerald-Brown) (Warrenton (Virginia), 6 juli 1961) is een Amerikaanse voormalige atlete en olympisch kampioene.

## Loopbaan
Fitzgerald won tijdens de Olympische Spelen van 1984 in eigen land de gouden medaille op de 100 m horden.
Tijdens de openingsceremonie van de Olympische Zomerspelen 1996 in Atlanta was Fitzgerald een van de acht dragers van de olympische vlag.

## Titels
- Olympisch kampioene 100 m horden - 1984
- Pan-Amerikaanse kampioene 100 m horden - 1983

## Persoonlijke records
| Onderdeel    | Prestatie | Datum        | Plaats       |
| ------------ | --------- | ------------ | ------------ |
| 100 m        | 11,36 s   | 2 juni 1982  | Provo (Utah) |
| 200 m        | 23,22 s   | 14 juli 1981 | Lausanne     |
| 100 m horden | 12,84 s   | 4 juni 1983  | Houston      |

## Palmares

### 100 m horden
- 1983:  Pan Amerikaanse kamp. - 13,16s
- 1983: 8e WK - 12,99s
- 1984:  OS - 12,84s

1972: Annelie Ehrhardt ·
1976: Johanna Schaller ·
1980: Vera Komisova ·
1984: Benita Fitzgerald-Brown ·
1988: Jordanka Donkova ·
1992: Voula Patoulidou ·
1996: Ludmila Engquist ·
2000: Olga Sjisjigina ·
2004: Joanna Hayes ·
2008: Dawn Harper ·
2012: Sally Pearson ·
2016: Brianna Rollins ·
2020: Jasmine Camacho-Quinn ·
2024: Masai Russell
- World Athletics: 14353831